# Edip Ohri
Edip Inajet Ohri (ur. 8 maja 1926 w Strudze, zm. 21 lutego 2017) – pułkownik armii albańskiej, dowódca Lotnictwa Wojskowego Albanii w latach 1969–1980.

## Życiorys
Urodził się na terytorium Jugosławii, był synem urzędnika Inajeta Ohriego. W 1936 wraz z rodziną przeprowadził się do Albanii, a jego ojciec otrzymał funkcję wójta gminy Shënvlash k. Durrësu. Kilka miesięcy po przeprowadzce do Albanii ojciec Edipa zmarł. W 1942 ukończył szkołę pedagogiczną w Elbasanie. W tym samym roku związał się z ruchem oporu, skierowanym przeciwko okupacji włoskiej. Aresztowany przez władze okupacyjne, w 1943 uciekł z więzienia i otrzymał funkcję zastępcy dowódcy kompanii 2 Brygady Uderzeniowej, działającej w ramach Armii Narodowowyzwoleńczej. W listopadzie 1944 wziął udział w wyzwalaniu rejonu Korcza-Pogradec jako oficer zwiadu 2 Brygady Uderzeniowej. W tym samym czasie wstąpił do partii komunistycznej.
W 1945 rozpoczął studia w szkole lotniczej w Panczewie, w okolicach Belgradu, ale po kilku miesiącach wyjechał do ZSRR. W 1948 ukończył studia w szkole dla pilotów samolotów bombowych w mieście Engels. Studia kontynuował w latach 1949–1952 w Akademii Sił Powietrznych ZSRR. W latach 1954–1955 studiował w szkole dla dowódców jednostek lotniczych w Groznym. Po powrocie do kraju awansował do stopnia pułkownika i w maju 1955 objął stanowisko dowódcy albańskiego lotnictwa wojskowego. Jako członek delegacji albańskiej wielokrotnie uczestniczył w spotkaniach oficerów Układu Warszawskiego. W 1969 ukończył kurs dla oficerów sztabu generalnego. W latach 1971–1972 przebywał w Chinach, gdzie kontynuował studia w zakresie dowodzenia jednostkami lotnictwa transportowego. W 1975 przeszedł w stan spoczynku.
W latach 1974–1978 był deputowanym do parlamentu. Aresztowany 16 października 1980 przez funkcjonariuszy Sigurimi. Został oskarżony o przygotowywanie wojskowego zamachu stanu, a także agitację antypaństwową. Po kilku miesiącach śledztwa Ohri wraz z sześcioma innymi oficerami stanął przed sądem. W styczniu 1981 został skazany na 14 lat więzienia. Karę odbywał początkowo w Ballshu, a od 1982 w Zejmenie. W 1985 został skierowany do więzienia w Burrelu, gdzie znalazła się większość represjonowanych oficerów. Uwolniony na mocy dekretu Prezydium Zgromadzenia Ludowego 29 listopada 1989.